# Resolució 57 del Consell de Seguretat de les Nacions Unides
La Resolució 57 del Consell de Seguretat de les Nacions Unides, aprovada per unanimitat el 18 de setembre de 1948. Impactat per la mort del comte Folke Bernadotte, el mediador de les Nacions Unides a Palestina, el Consell va sol·licitar que el Secretari General mantingués la bandera de les Nacions Unides a mitja asta durant tres dies, ho va autoritzar perquè el Working Capital Fund cobrís totes les despeses relacionades amb la mort brutal del mediador de les Nacions Unides i que fos representat en l'enterrament per la persona que el president hagi assignat per a l'ocasió.